# Erdélyi Gazda (folyóirat, 1941–1944)
A bécsi döntés után Erdélyi Gazda címen adták ki 1941. január 1-jétől kezdve a dél-erdélyi EMGE-szervezet hivatalos lapját is. Jellege és tulajdonosa ugyanaz, mint a kolozsvári azonos című lapnak, anyaga azonban eredeti. Mindvégig Nagyenyeden nyomták, a körülményektől függően hol havonta, hol kéthetenként, majd 1943-ban hetenként jelent meg a kolozsvári kiadással azonos évfolyamjelzéssel, de saját számozással.
Főszerkesztője 1942 januárjáig ugyancsak Teleki Ádám, mint Kolozsvárt, 1942 júniusától megszűnéséig Nagy Endre, a csombordi gazdasági iskola igazgatója. Tényleges szerkesztője Kacsó Sándor. Az ő jelenlétéből eredően kibővült és jelentős szerephez jutott a lap Szellemi életünk című része, mely céltudatosan népszerűsítette a magyar klasszikus és az újabb népi irodalmat, közölte Kacsó Sándor és Vita Zsigmond irodalmi cikkeit, Bitay Pál, Donáth László, Horváth Jenő, Szemlér Ferenc, Szepesi Nits István és mások verseit, novelláit, jegyzeteit. A lap megjelenése 1942. szeptember 15-től 1943. április 1-jéig szünetelt; 1944 tavaszán megszűnt.
Hangsúlyt kapott a természettudományi cikkek közlése, itt jelentek meg többek közt Szathmáry Gyula természettudományi szakíró és tankönyvíró népszerűsítő írásai.